# 瑞洪镇
瑞洪镇，是中华人民共和国江西省上饶市余干县下辖的一个乡镇级行政单位。

## 行政区划
瑞洪镇下辖以下地区：
上湾街社区、中湾街社区、下湾街社区、锦边街社区、新建社区、镇郊社区、南墩社区、新塘村、神口村、梁山村、桥里村、罗家村、小山村、架湖村、前山村、谢家村、上西源村、仓前村、高峰村、大源垄村、湾头村、前沿村、下西源村、把山村、后山村、柏叶房村、后沿村、前进村、西岗村、东源村、江家村、东源一村、东源二村、东源三村、后源村、寺昌源村和朱家村。